# Franz Neumayr
Pour les articles homonymes, voir Neumayr.
Franz Neumayr (né le 7 janvier 1697 à Munich, mort le 1er mai 1765 à Augsbourg) est un prêtre jésuite et écrivain allemand.

## Biographie
Franz Neumayr est le fils du brasseur munichois Georg Neumayr (1659-1719, fils de boulanger) et de son épouse Maria Ursula, fille du conseiller municipal Michael Stolz et de son épouse Helena. Il est baptisé Franciscus Sebastianus et avait dix frères et sœurs, dont six sont morts tôt. Les parents fournissent une bonne éducation. Il va au gymnasium jésuite de sa ville natale à partir de 1706, mais doit le quitter après six ans en raison de son mauvais comportement. Le 13 octobre de la même année, il entre au noviciat des jésuites de la ville. Plus tard, il étudie chez les chanoines augustins de Polling.
De 1714 à 1717, Neumayr étudie la philosophie au Lyzeum d'Augsbourg. Il reçoit les ordres inférieurs le 24 avril 1716. Au cours des cinq années d'études, il se rend à Neuburg, Dillingen an der Donau, Munich, Burghausen puis revient à Augsbourg. Il étudie ensuite la théologie de 1722 à 1726 à Dillingen et Ingolstadt, est ordonné sous-diacre en mars 1726, le mois suivant diacre et le 15 juin prêtre. Il est dans le Troisième An en 1726 et 1727 à Altötting.
Neumayr est professeur de rhétorique dans des gymnasiums de Brigue et de Soleure jusqu'en 1729, puis missionnaire à l'archevêché de Salzbourg en 1729 et 1730. Le 2 février 1730, il fait enfin sa profession solennelle. L'année suivante, il est professeur de rhétorique à Munich, en 1736 est missionnaire à Haidhausen, l'année suivante chapelain à Hall in Tirol et en 1738 à la Congrégation latine de Munich. Il est également préfet des études en 1743, 1746 et 1747 et commence à écrire.
Après que Neumayr est le régent des écoles des novices de Dillinger et Ingolstadt de 1750 à 1752, il devient prédicateur de la cathédrale d'Augsbourg. Il tient ce poste chaque année au moins les trois jours de Noël, de Pâques et de la Pentecôte, et le 12 août. En 1762, sa santé s'affaiblit. L'année suivante, il abandonne le poste de prédicateur de la cathédrale et tombe gravement malade. Il ne peut plus utiliser ses mains et ses pieds et meurt le 1er mai 1765 à l'âge de 68 ans.

## Œuvre
Dans ses sermons de controverse, Neumayr traite du protestantisme et de la libre pensée. Dans un document de 1760, il traite du probabilisme à la suite du dominicain Reichard. Ce conflit avec des interruptions dure longtemps et Neumayr a quelques adeptes. Il s'oppose au probabilisme, c'est pourquoi ses opposants le dénoncent à l'évêque Joseph-Ignace-Philippe de Hesse-Darmstadt. Celui-ci accuse Neumayr à Rome et le 29 mai 1760 un décret correspondant de l'Inquisition romaine est publié. Par la suite, les évêques allemands condamnent également son sermon. Fidèle à l'Église, il reste silencieux, ce qui règle le différend. À partir de ce différend, Neumayr s'intéresse à la littérature et veut supprimer des écrits ascétiques.
Neumayr a une connaissance approfondie dans tous les domaines théologiques. Il défend l'Église et la dénomination catholique ; il écrit une œuvre avec des arguments pour rester ou devenir catholique. Il est populaire comme écrivain théologique auprès des croyants catholiques et évangéliques. Une partie de son œuvre littéraire ne paraît qu'après sa mort.
Bien que Neumayr soit plutôt pratique, il tente toujours de justifier ses actions dans ses œuvres. Au total, il écrit environ 100 œuvres. Cela comprend les manuels et les œuvres dramatiques, ainsi que la théorie du théâtre. Il écrit six tragédies, trois comédies et un Singspiel.
Neumayr est généralement très apprécié à son époque, mais plus tard des partisans des Lumières comme Friedrich Nicolai le regardent rétrospectivement. Neumayr a des principes clairs, mais n'est pas tout à fait un fanatique. Sur le plan pédagogique, il prône de légères innovations. Dans l'ensemble, il est un enseignant et un prédicateur important.